# The Year of the Voyager (video)
The Year of the Voyager är en dubbel-DVD med det progressiv metal-bandet Nevermore, utgivet 2008 av skivbolaget Century Media Records. En dubbel-CD med konserten i Zeche Bochum, Bochum, Tyskland, utgavs samtidig med samma namn.

## Låtlista

### Disc 1
Zeche Bochum, Tyskland (11 oktober 2006)
1. "Final Product" – 5:09
2. My Acid Words" – 6:04
3. "What Tomorrow Knows" / "Garden of Grey" – 7:23
4. "Next in Line" – 5:21
5. "Enemies of Reality" – 4:52
6. "I, Voyager" – 6:14
7. "The River Dragon Has Come" – 5:16
8. I Am the Dog" – 4:46
9. "Dreaming Neon Black" – 6:32
10. "Noumenon" – 0:55
11. "Inside Four Walls" – 5:20
12. "Politics of Ecstasy" – 7:36
13. "Dead Heart in a Dead World" – 5:44
14. "Matricide" – 4:41
15. "The Learning" – 9:50
16. "Sentient 6" – 7:01
17. "Narcosynthesis" – 6:02
18. "The Heart Collector" – 6:53
19. "Born" – 5:58
20. "This Godless Endeavor" – 9:25

Total speltid: 02:00:07

### Disc 2
Gigantour – Bell Centre, Montreal, Kanada (2 september 2005)
1. "Born" – 5:17
2. "Enemies of Reality" – 4:41

Metal Mania Festival – Spodek, Katowice, Polen (4 mars 2006)
1. ""Final Product" – 5:29
2. "The Heart Collector" – 4:57
3. "Enemies of Reality" – 3:42
4. "The Seven Tongues of God" – 6:22

Wacken – Wacken Open Air, Tyskland (4 augusti 2006)
1. "Final Product" – 4:36
2. "Narcosynthesis" – 6:25
3. "Engines of Hate" – 5:10
4. "Born" – 5:44

Century Media USA 10th Anniversary Party – The Roxy, Los Angeles (28 september 2001)
1. "Engines of Hate" – 5:49
2. "Beyond Within" – 5:23

Promotional Videos
1. "What Tomorrow Knows" – 4:35
2. "Next In line" – 3:57
3. "Believe in Nothing" – 3:49
4. "I, Voyager" – 4:41
5. "Enemies of Reality" – 3:56
6. "Final Product" – 4:23
7. "Born" – 4:15
8. "Narcosynthesis" – 5:35

Total speltid: 01:38:46

## Medverkande
Nevermore
- Warrel Dane – sång
- Jeff Loomis – gitarr
- Jim Sheppard – basgitarr
- Van Williams – trummor
- Steve Smyth – gitarr (Gigantour och Metal Mania)
- Chris Broderick – gitarr (Bochum och Wacken)

Bidragande musiker
- Curran Murphy – gitarr (The Roxy)

Produktion
- Jacky Lee Man – ljudtekniker, ljudmix
- Colin Marks – omslagskonst